# Grañén
Grañén è un comune della regione dei Monegros nella Provincia di Huesca (Aragona, Spagna). Sito in un piccolo pendio sulla pianura dei Monegros, ha 2 100 abitanti. Sparte la capitalità con Sariñena nelle surregione del Flumen.

## Storia
Di origine romana (il suo nome ricorda un proprietario terriero chi si chiamava Granius).